# 韦尔涅 (滨海夏朗德省)
韦尔涅（法語：Vergné，法語發音：[vɛʁɲe]）是法国滨海夏朗德省的一个市镇，位于该省东北部，属于圣让当热利区。

## 地理
韦尔涅（46°4'30"N, 0°30'41"W）面积8 平方千米，位于法国新阿基坦大区滨海夏朗德省，该省份为法国西部滨海省份，北起旺代省，西临大西洋，南至吉倫特省，东南接多爾多涅省，东北接德塞夫勒省接壤，东临夏朗德省。
与韦尔涅接壤的市镇（或旧市镇、城区）包括：夸韦尔、拉克鲁瓦孔泰斯、拉雅里欧杜安、卢莱、洛宰、米格雷、孔泰斯新城。

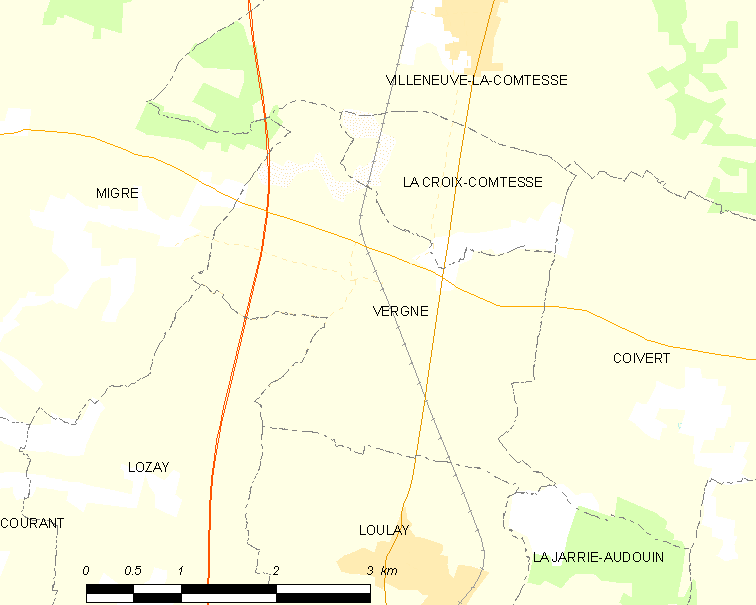
的OSM定位图

韦尔涅的时区为UTC+01:00、UTC+02:00（夏令时）。

## 行政
韦尔涅的邮政编码为17330，INSEE市镇编码为17464。

## 政治
韦尔涅所属的省级选区为圣让当热利县。

## 人口

1962-2008年间人口变化图示

韦尔涅于2022年1月1日时的人口数量为168人。